# Solo Anthology: The Best of Lindsey Buckingham
Solo Anthology: The Best of Lindsey Buckingham è un album di raccolta da solista del chitarrista e cantante statunitense Lindsey Buckingham, pubblicato nel 2018.

## Tracce
Tutte le tracce sono state scritte da Lindsey Buckingham, eccetto dove indicato.

### Disco 1
1. Don't Look Down – 3:10
2. Go Insane – 2:47
3. Surrender the Rain – 3:30 (Buckingham, Richard Dashut)
4. Rock Away Blind – 3:56
5. Holiday Road – 2:10
6. Doing What I Can – 3:45
7. Trouble – 3:34
8. I Must Go – 4:37
9. Street of Dreams – 4:18 (Buckingham, Dashut)
10. Soul Drifter – 3:26
11. Show You How – 4:20
12. Shut Us Down (live) – 5:30 (Buckingham, Cordelia Sipper)
13. Slow Dancing – 4:05
14. Countdown – 3:21
15. Someone's Gotta Change Your Mind – 4:48
16. In Our Own Time – 4:21
17. Illumination – 2:17
18. Gift of Screws – 2:51
19. Did You Miss Me – 3:39 (Buckingham, Kristen Buckingham)
20. Down on Rodeo – 4:15
21. Treason – 4:30

### Disco 2
1. Hunger – 2:22
2. Not Too Late – 4:40
3. Sleeping Around the Corner – 3:47
4. I Want You – 3:20 (Buckingham, Gordon Fordyce)
5. Time Precious Time – 4:24
6. Stars Are Crazy – 4:45 (Buckingham, Lisa Dewey)
7. Love Runs Deeper – 3:52 (Buckingham, K. Buckingham)
8. You Do or You Don't – 3:36 (Buckingham, Dashut)
9. I Am Waiting – 3:33 (Mick Jagger, Keith Richards)
10. Time Bomb Town – 2:44 (Buckingham, Dashut)
11. Turn It On – 3:49 (Buckingham, Dashut)
12. Seeds We Sow – 3:41
13. Underground – 2:59
14. Dancin' Across the USA – 3:10
15. Gone Too Far – 3:21
16. End of Time – 3:55
17. D.W. Suite – 6:51
18. Ride This Road – 2:45
19. Say We'll Meet Again – 2:29

### Disco 3 (Live)
1. Trouble (Live at Saban Theatre, Beverly Hills, CA 2011) – 4:28
2. Go Insane (Live at Saban Theatre, Beverly Hills, CA 2011) – 4:45
3. Bleed to Love Her (Live at Hoyt Sherman Palace, Des Moines, IA 2012) – 3:42
4. Stephanie (Live at Hoyt Sherman Palace, Des Moines, IA 2012) – 2:19
5. Never Going Back Again (Live at Saban Theatre, Beverly Hills, CA 2011) – 4:39
6. Big Love (Live at Saban Theatre, Beverly Hills, CA 2011) – 3:11
7. Under the Skin (Live at Saban Theatre, Beverly Hills, CA 2011) – 4:03
8. All My Sorrows (Live at Saban Theatre, Beverly Hills, CA 2011) – 3:53
9. Cast Away Dreams (Live at the Bass Performance Hall 2008) – 4:36
10. Holiday Road (Live at the Bass Performance Hall 2008) – 3:08
11. Tusk (Live at Saban Theatre, Beverly Hills, CA 2011) – 4:24
12. I'm So Afraid (Live at Saban Theatre, Beverly Hills, CA 2011) – 8:05
13. Go Your Own Way (Live at Saban Theatre, Beverly Hills, CA 2011) – 5:48